# ويليام-أندريه فوتو
ويليام-أندريه فوتو هو سياسي كندي، ولد في 20 أكتوبر 1874، وتوفي في 10 سبتمبر 1940. نشط حزبياً في حزب كندا المحافظ. وقد انتخب عضو مجلس الشيوخ الكندي ‏.